# Henri Leclerc
Henri Leclerc (La Rochelle, 2 aprile 1872 – Cléry-sur-Somme, 12 settembre 1916) è stato un cavaliere francese.
Partecipò ai Giochi olimpici 1900 di Parigi, nella gara di salto ostacoli di equitazione, senza riuscire ad ottenere un gran risultato.